# Arachnis limax
Arachnis limax är en orkidéart som beskrevs av Gunnar Seidenfaden. Arachnis limax ingår i släktet Arachnis och familjen orkidéer.
Artens utbredningsområde är Thailand. Inga underarter finns listade i Catalogue of Life.